# Пођомарино
Пођомарино (итал. Poggiomarino) је насеље у Италији у округу Напуљ, региону Кампанија.
Према процени из 2011. у насељу је живело 19451 становника. Насеље се налази на надморској висини од 32 м.

## Становништво
| 1931. | 1936. | 1951.  | 1961.  | 1971.  | 1981.  | 1991.  | 2001.  | 2011.  |
| ----- | ----- | ------ | ------ | ------ | ------ | ------ | ------ | ------ |
| 7.697 | 9.097 | 10.965 | 12.488 | 12.478 | 14.520 | 17.409 | 19.653 | 21.206 |